# Torpedowce typu Springeren
Torpedowce typu Springeren – duńskie torpedowce z okresu międzywojennego i II wojny światowej. W latach 1916–1920 w stoczni Orlogsværftet w Kopenhadze zbudowano dziesięć okrętów tego typu. Jednostki weszły w skład Kongelige Danske Marine w latach 1917–1920. W 1929 roku sześć jednostek przebudowano na trałowce. Trzy okręty skreślono z listy floty w 1940 roku, a podczas wojny cztery zostały samozatopione, trzy zostały zdobyte przez Niemców, a jeden internowano w Szwecji. Ocalałe z wojny okręty zostały wycofane ze służby w latach 1946-1949.

## Projekt i budowa
Od końca XIX wieku Duńska Marynarka Wojenna rozwijała klasę torpedowców, początkowo budowanych według wzorów zagranicznych. W 1907 roku zbudowała na licencji francuskiego Normanda w kopenhaskiej stoczni niewielki torpedowiec „Ormen”, a w kolejnych latach krótkie serie po trzy większe okręty typów Søridderen, Tumleren i Hvalrossen. Po wybuchu I wojny światowej, w której Dania pozostała neutralna, zaszła konieczność doposażenia marynarki w dużą liczbę nowych tańszych torpedowców. Projekt okrętów typu Springeren, opracowany w Danii, bazował na zbudowanym na licencji Normanda w 1907 roku torpedowcu „Ormen”. Okręty były od początku przestarzałe, jednak niski koszt budowy zaowocował zbudowaniem dużej serii jednostek .
Wszystkie torpedowce typu Springeren zostały zbudowane w stoczni Orlogsværftet w Kopenhadze . Stępki okrętów położono w latach 1916-1919 i w tych samych latach zostały zwodowane .
| Okręt                             | Oznaczenie burtowe              | Stocznia      | Początek budowy | Wodowanie        | Wejście do służby |
| --------------------------------- | ------------------------------- | ------------- | --------------- | ---------------- | ----------------- |
| „Springeren”                      | 1920 - 10, 1923 - B2, 1929 - S1 | Orlogsværftet | kwiecień 1916   | 8 lipca 1916     | luty 1917         |
| „Støren”                          | 1920 - 9, 1923 - B3, 1929 - S2  | Orlogsværftet | 1916            | 5 sierpnia 1916  | kwiecień 1917     |
| „Søløven” („Søridderen”, „Hajen”) | 1920 - 8, 1923 - B4, 1929 - S3  | Orlogsværftet | kwiecień 1916   | 9 września 1916  | maj 1917          |
| „Søhunden”                        | 1920 - 7, 1923 - B5, 1929 - S4  | Orlogsværftet | 1916            | 6 stycznia 1917  | 1917              |
| „Havhesten” („Havørnen”)          | 1920 - 6, 1923 - B6, 1929 - S5  | Orlogsværftet | 1916            | 16 lutego 1917   | 1917              |
| „Narhvalen”                       | 1920 - 5, 1923 - B7, 1929 - S6  | Orlogsværftet | ?               | 4 kwietnia 1917  | 1917              |
| „Makrelen”                        | 1920 - 4, 1923 - B8, 1929 - R2  | Orlogsværftet | 1917            | 30 stycznia 1918 | 1918              |
| „Nordkaperen”                     | 1920 - 3, 1923 - B9, 1929 - R3  | Orlogsværftet | ?               | 16 marca 1918    | 1918              |
| „Havkatten”                       | 1920 - 2, 1923 - B10, 1929 - R4 | Orlogsværftet | listopad 1918   | 3 maja 1919      | maj 1920          |
| „Sælen”                           | 1920 - 1, 1923 - B11, 1929 - R5 | Orlogsværftet | 1919            | 30 września 1919 | czerwiec 1920     |

## Dane taktyczno-techniczne

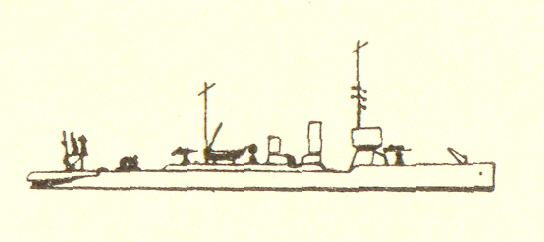
„Springeren” po przebudowie na trałowiec.

Okręty typu Springeren były niewielkimi torpedowcami o długości całkowitej 38,5 metra, szerokości 4,25 metra i zanurzeniu 2,74 metra . Wyporność standardowa wynosiła 93 tony, a pełna 109 ton . Okręty napędzane były przez maszynę parową potrójnego rozprężania o mocy 2000 KM, do której parę dostarczały dwa kotły . Jednośrubowy układ napędowy pozwalał osiągnąć prędkość 24,6 węzła . Okręty zabierały zapas 15 ton węgla, co zapewniało zasięg wynoszący 425 Mm przy prędkości 14 węzłów .
Okręty wyposażone były w dwie wyrzutnie torped kalibru 450 mm: stałą na dziobie i obrotową na pokładzie . Uzbrojenie artyleryjskie stanowiły dwa pojedyncze 6-funtowe działa pokładowe kalibru 57 mm M1885 L/40 .
Załoga pojedynczego okrętu składała się z 24 oficerów, podoficerów i marynarzy .

## Służba

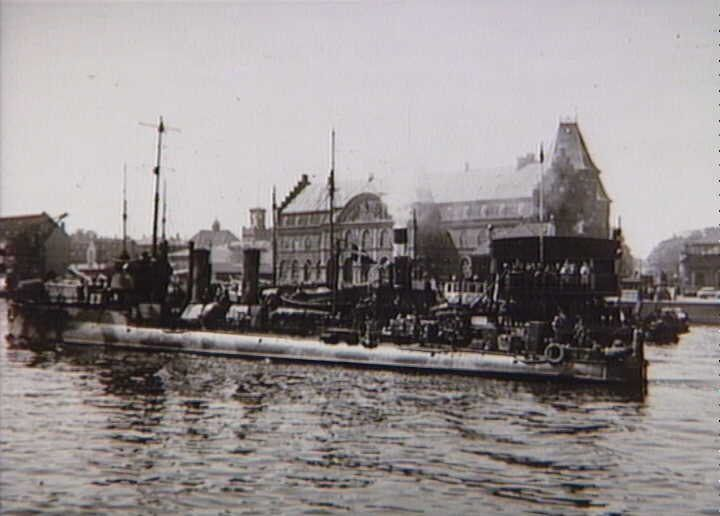
„Havkatten” w 1945 r

Torpedowce typu Springeren były sukcesywnie przyjmowane do służby w Kongelige Danske Marine w latach 1917–1920 . W 1929 roku pierwszych sześć jednostek przebudowano na trałowce, pozbawiając je pokładowych wyrzutni torped i instalując wyposażenie trałowe .
Pierwsze dwie jednostki („Støren” i „Søhunden”) zostały wycofane ze służby w czerwcu 1940 roku, już po zajęciu Danii przez Niemcy . Podczas próby zajęcia duńskiej floty 29 sierpnia 1943 roku, trzy okręty zostały zdobyte przez Niemców, zaś cztery zostały samozatopione, z tego trzy w kopenhaskim porcie . Jedynie „Havkatten” zdołał uciec i został internowany w Szwecji . Po zakończeniu wojny ocalałe cztery okręty powróciły do Danii, lecz zostały skreślone z listy floty w latach 1946-1949.